# The Hero Cycle
The Hero Cycle es el álbum debut del grupo estadounidense de death metal melódico Light This City., lanzado el  5 de septiembre de 2003. El álbum fue el primero del grupo, como así también el del sello discográfico Reflections Of Ruin Records y fue grabado en Castle Ultimate Studios en Oakland, California. 
The Hero Cycle fue relanzado través del sello Prosthetic Records y la fecha original estaba programada para el 18 de agosto de 2009, pero fue pospuesto hasta al 19 de enero de 2010.

## Lista de canciones
Todas las canciones escritas y compuestas por Laura Nichol y Steven Shirley. 
| The Hero Cycle |                             |          |  |
| N.º            | Título                      | Duración |  |
| 1.             | «Apostate»                  | 4:30     |  |
| 2.             | «Picture Start»             | 2:29     |  |
| 3.             | «Give Up»                   | 3:24     |  |
| 4.             | «Parisian Sun»              | 2:03     |  |
| 5.             | «Cold (At the Gates cover)» | 3:30     |  |
| 6.             | «Laid to Rest»              | 3:20     |  |
| 7.             | «Sierra»                    | 3:28     |  |
| 8.             | «No Solace In Sleep»        | 3:49     |  |
| 9.             | «The Weight of Glory»       | 2:51     |  |
| 10.            | «Next to Godliness»         | 3:49     |  |

## Personal
- Laura Nichol - vocales
- Steven Shirley - guitarra
- Mike Dias - bajo
- Ben Murray - batería

### Músicos adicionales
- Phil Benson - coros en "The Weight of Glory"
- Jeff Allen - guitarra en "Cold"